# Miconia molesta
Miconia molesta är en tvåhjärtbladig växtart som beskrevs av Célestin Alfred Cogniaux. Miconia molesta ingår i släktet Miconia och familjen Melastomataceae. Inga underarter finns listade i Catalogue of Life.